# جاسمین گای
جاسمین گای (انگلیسی: Jasmine Guy؛ زادهٔ ۱۰ مارس ۱۹۶۲) یک هنرپیشه اهل ایالات متحده آمریکا است. وی از سال ۱۹۸۲ میلادی تاکنون مشغول فعالیت بوده‌است.

## بخشی از فیلمشناسی
- شب‌های هارلم (۱۹۸۹)
- گربه‌ها نمی‌رقصند (۱۹۹۷)
- گوئین‌اور (۱۹۹۹)
- فیلم ترسناک ۵ (۲۰۱۳)
- متخصص قلب (۲۰۰۶)
- ایکوالایزر (مجموعه تلویزیونی) (۱۹۸۶)
- مینی‌سریال ملکه الکس هیلی (۱۹۹۳)
- سای فای (شبکه تلویزیونی) (۲۰۰۹)
- خاطرات خون‌آشام (۲۰۰۹−۲۰۱۷)
- چهارگوش (مجموعه تلویزیونی) (۲۰۱۷)
- آناتومی گری (مجموعه تلویزیونی) (۲۰۱۹)